# Homo sum (film 1919)
Homo sum è un film muto del 1919 diretto da Octav von Klodnicki

## Distribuzione
Il film uscì nelle sale cinematografiche tedesche nel luglio 1919.